# Cephaloscyllium
Genre
Les holbiches (Cephaloscyllium) forment un genre de requins au sein de la famille des Scyliorhinidae.

## Liste des espèces
Selon BioLib (2 janvier 2018) :
- Cephaloscyllium albipinnum Last, Motomura & W. T. White, 2008 - Holbiche de Tasmanie
- Cephaloscyllium circulopullum Ka. Yano, A. Ahmad & Gambang, 2005 (non reconnu par BioLib)
- Cephaloscyllium cooki Last, Séret & W. T. White, 2008
- Cephaloscyllium fasciatum W. L. Y. Chan, 1966 - Holbiche bouffie
- Cephaloscyllium formosanum Teng, 1962 (non reconnu par BioLib)
- Cephaloscyllium hiscosellum W. T. White & Ebert, 2008
- Cephaloscyllium isabellum Bonnaterre, 1788 - Holbiche à damier
- Cephaloscyllium laticeps A. H. A. Duméril, 1853 - Holbiche grassouillette
- Cephaloscyllium maculatum Schaaf-Da Silva & Ebert, 2008
- Cephaloscyllium pardelotum Schaaf-Da Silva & Ebert, 2008
- Cephaloscyllium pictum Last, Séret & W. T. White, 2008 [2]
- Cephaloscyllium sarawakensis Ka. Yano, A. Ahmad & Gambang, 2005
- Cephaloscyllium signourum Last, Séret & W. T. White, 2008
- Cephaloscyllium silasi Talwar, 1974 - Holbiche indienne
- Cephaloscyllium speccum Last, Séret & W. T. White, 2008
- Cephaloscyllium stevensi E. Clark & J. E. Randall, 2011
- Cephaloscyllium sufflans Regan, 1921 - Holbiche soufflue
- Cephaloscyllium umbratile D. S. Jordan & Fowler, 1903
- Cephaloscyllium variegatum Last & W. T. White, 2008
- Cephaloscyllium ventriosum Garman, 1880 - Holbiche ventrue
- Cephaloscyllium zebrum Last & W. T. White, 2008

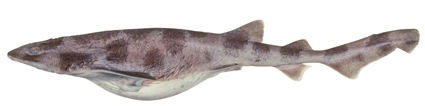
Cephaloscyllium albipinnum
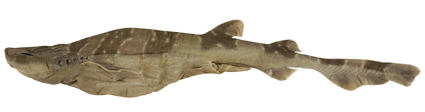
Cephaloscyllium cooki
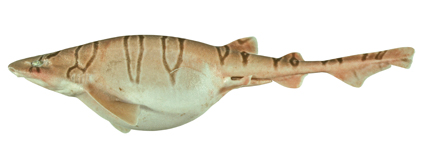
Cephaloscyllium hiscosellum
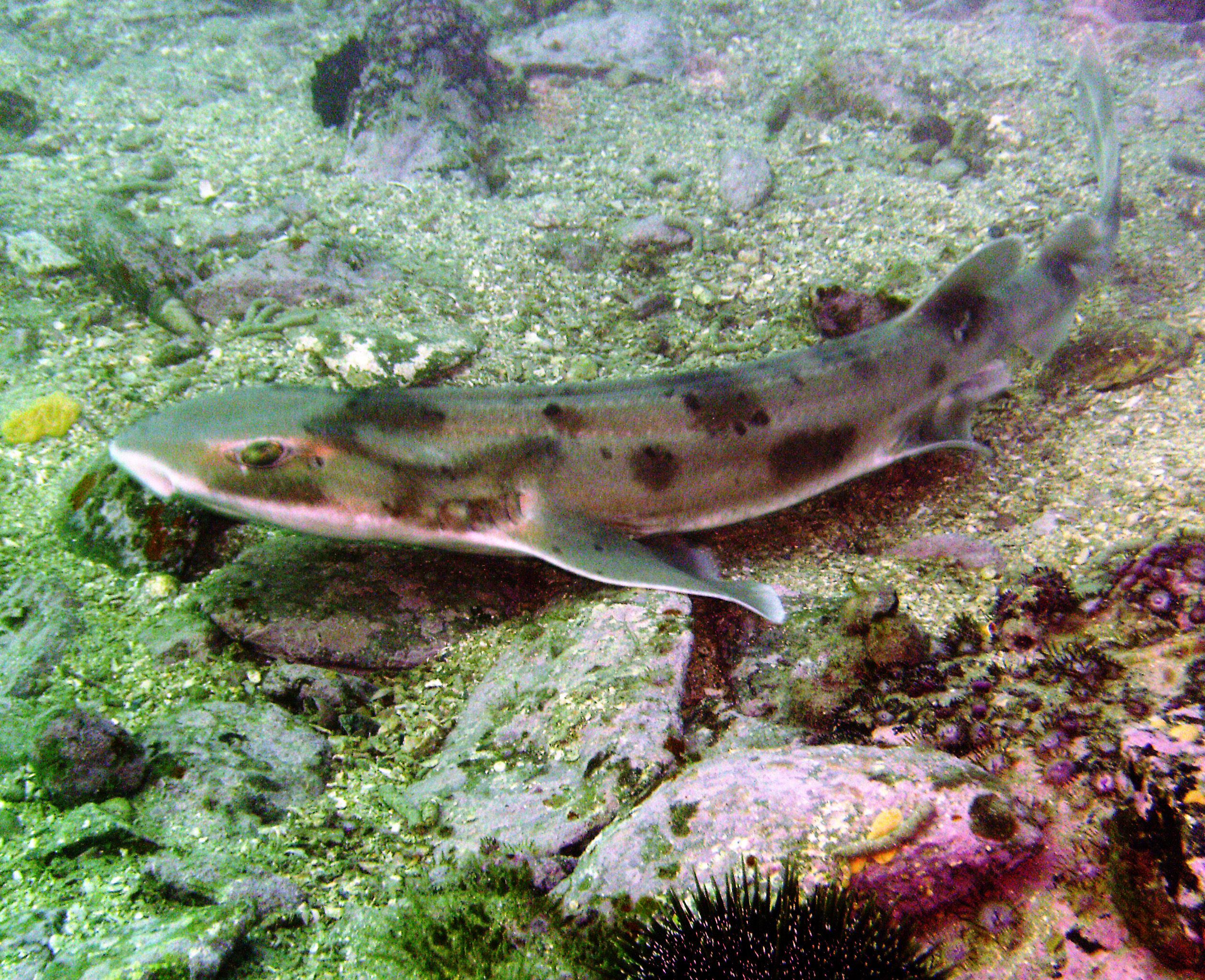
Cephaloscyllium isabellum
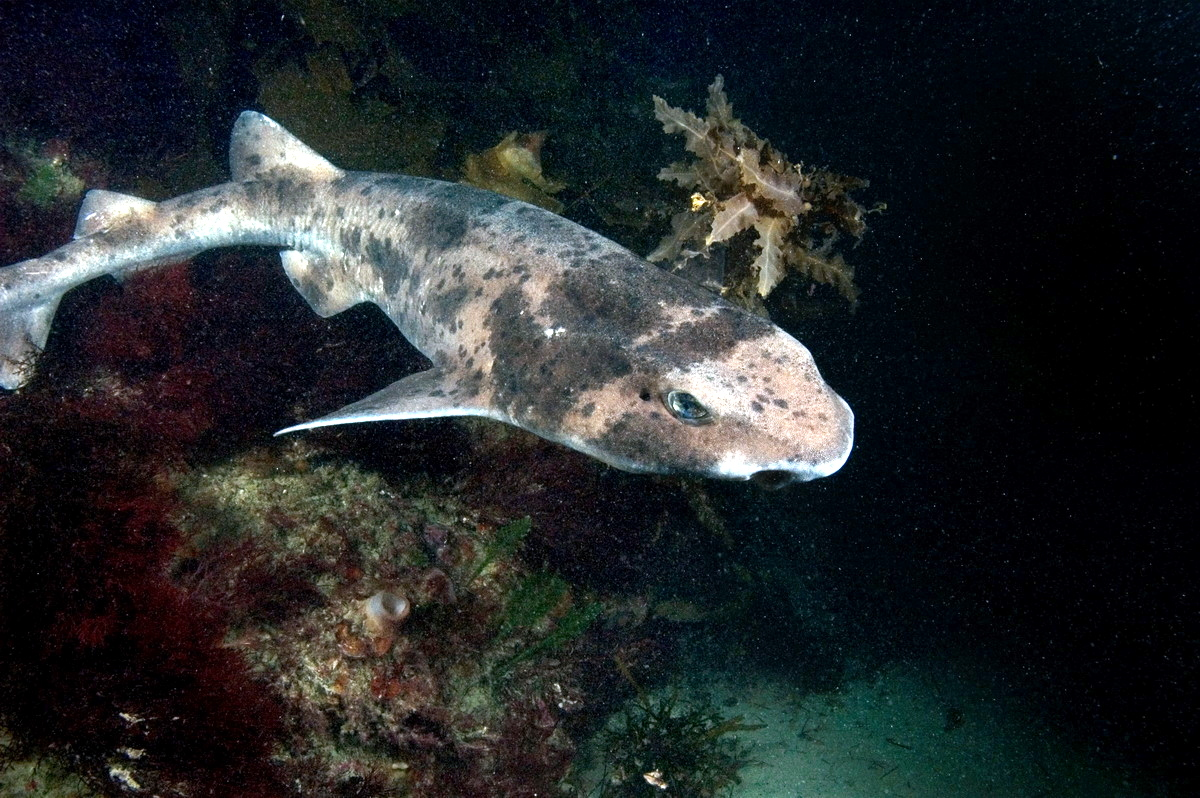
Cephaloscyllium laticeps
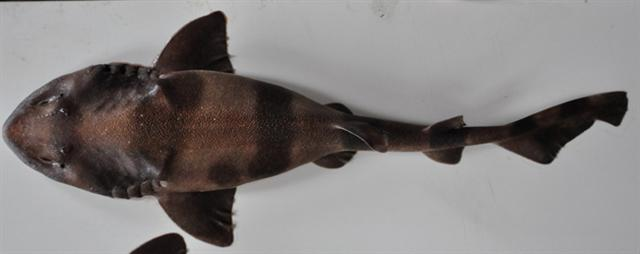
Cephaloscyllium silasi
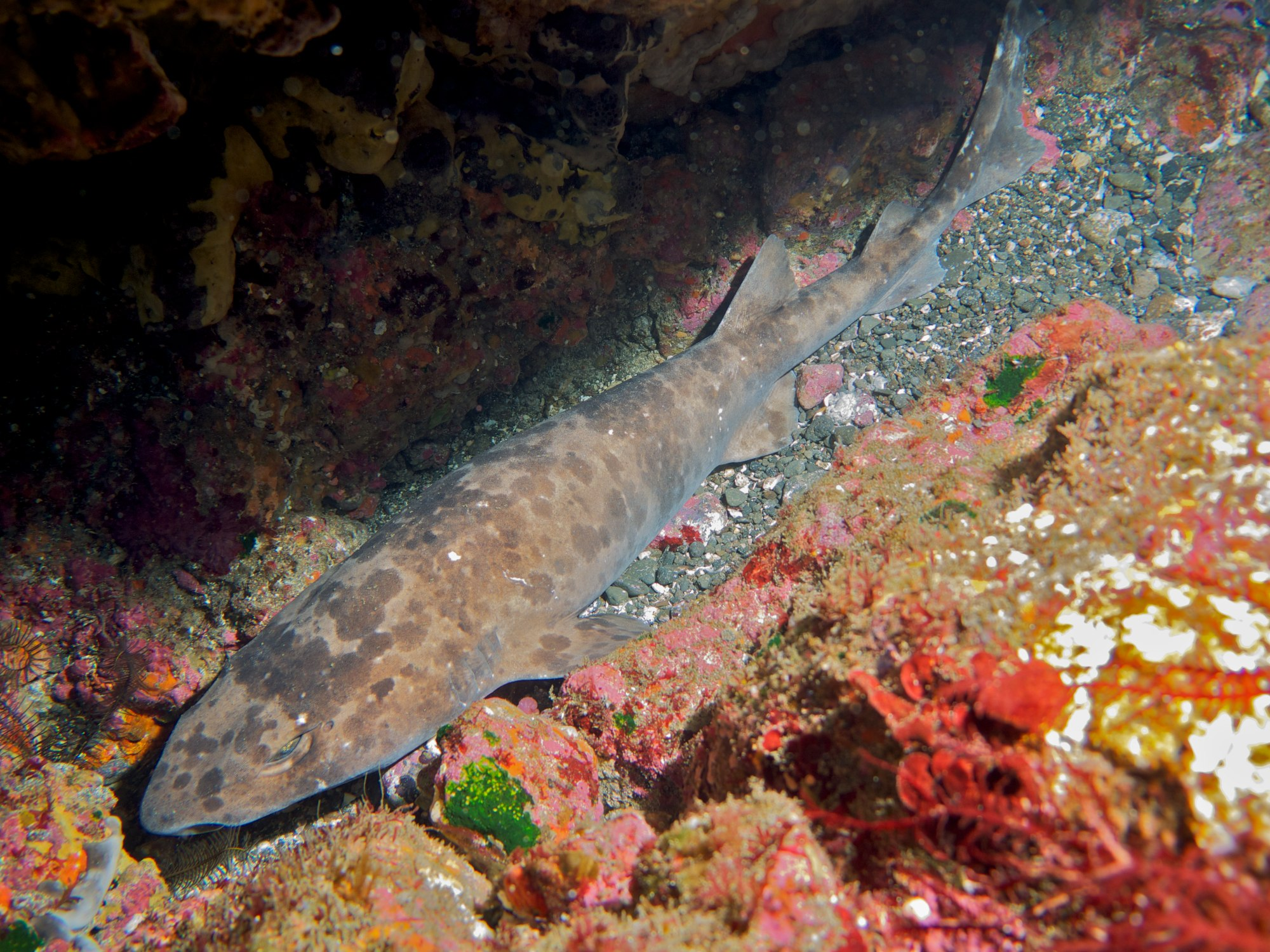
Cephaloscyllium umbratile
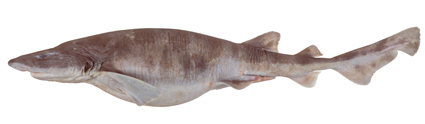
Cephaloscyllium variegatum
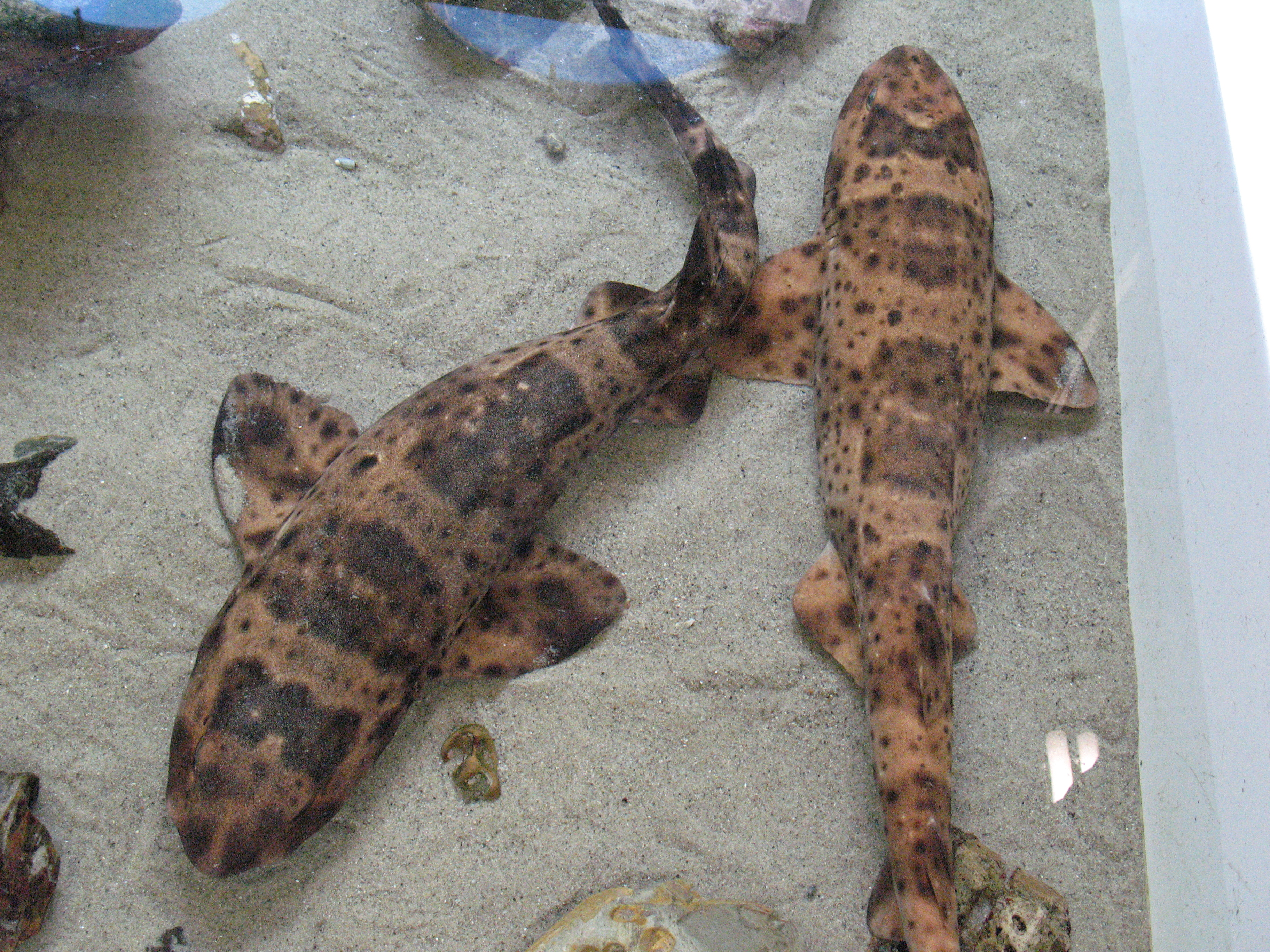
Cephaloscyllium ventriosum